# Jugulator
Jugulator é o décimo terceiro álbum de estúdio da banda de heavy metal britânica Judas Priest, lançado em 16 de Outubro de 1997. É o primeiro álbum de inéditas desde Painkiller em 1990, e um dos dois discos gravados sem Rob Halford, tendo Tim "Ripper" Owens como seu substituto.
Faixas como "Dead Meat", "Decapitate" e "Burn in Hell" descrevem as maldades que a humanidade faz a si própria. E no final, com tanta maldade, o mundo acaba por ser consumido e destruído.
"Bullet Train" foi nomeada ao  Grammy Award por Melhor Performance de Metal em 1998. Apesar disso, Jugulator foi mal recebido tanto pela crítica quanto pelos fãs, que o viram como um dos piores momentos da carreira da banda.

## Faixas
Letras escritas por Glenn Tipton. Músicas compostas por  K.K. Downing e Tipton.
| N.º | Título             | Duração |  |
| 1.  | "Jugulator"        | 5:50    |  |
| 2.  | "Blood Stained"    | 5:26    |  |
| 3.  | "Dead Meat"        | 4:44    |  |
| 4.  | "Death Row"        | 5:04    |  |
| 5.  | "Decapitate"       | 4:39    |  |
| 6.  | "Burn in Hell"     | 6:42    |  |
| 7.  | "Brain Dead"       | 5:24    |  |
| 8.  | "Abductors"        | 5:49    |  |
| 9.  | "Bullet Train"     | 5:11    |  |
| 10. | "Cathedral Spires" | 9:17    |  |

## Créditos
- Tim "Ripper" Owens: Vocais
- K.K. Downing: Guitarra
- Glenn Tipton: Guitarra
- Ian Hill: Baixo
- Scott Travis: Bateria

## Desempenho nas paradas
| Paradas musicais (1997)               | Posições |
| ------------------------------------- | -------- |
| Áustria (Ö3 Austria Top 40)           | 34       |
| Finlândia (Suomen virallinen lista)   | 24       |
| Alemanha (Offizielle Deutsche Charts) | 9        |
| Suécia (Sverigetopplistan)            | 33       |
| Suíça (Schweizer Hitparade)           | 43       |
| Estados Unidos (Billboard 200)        | 82       |